# Solució candidata

Les solucions candidates de la programació lineal estan definides per un conjunt d'inequacions.

En optimització, una solució candidata és un element d'un conjunt de possibles solucions a un determinat problema. Una solució candidata no ha de ser necessàriament una solució raonable a un problema, sinó que és simplement aquella que satisfà totes les restriccions. L'espai de totes les solucions candidates s'anomena regió de viabilitat, espai de viabilitat, conjunt de viabilitat o espai de solucions.